# Carme Acedo Jorge
Carme Acedo Jorge (Lleida, 10 de febrer de 1975) és una exgimnasta rítmica catalana, campiona del món de maces (Alacant 1993) i 4a. en els Jocs Olímpics de Barcelona 1992. També va ser campiona de la Copa d'Espanya (1991) i campiona d'Espanya en categoria d'honor (1993), i fou la primera gimnasta rítmica espanyola individual en ser campiona del món.

## Biografia esportiva

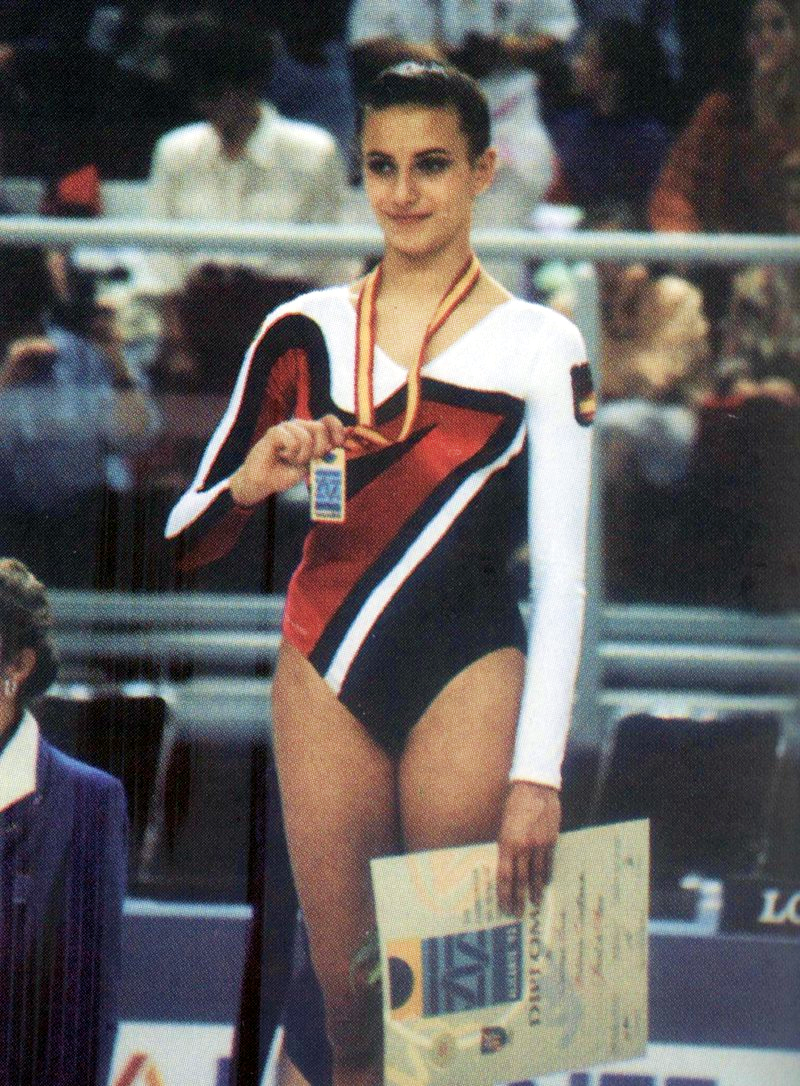
Carme Acedo amb la medalla d'or en maces al Mundial d'Alacant de 1993.

Es formà al Club Patrícia de Lleida. El 1989 fou seleccionada per Emilia Boneva per formar part del conjunt nacional júnior i participaria en el Campionat d'Europa Júnior de Tenerife on obtingué la medalla de bronze al costat de la resta de l'equip, integrat també per Noelia Fernández, Ruth Goñi, Montserrat Martín i Eider Mendizábal, a més de Cristina Chapuli i Diana Martín com a suplents.
Un any després, en 1990, va passar a formar part de la selecció nacional absoluta individual. Va obtenir el bronze per equips en el Campionat del Món d'Atenes en 1991 al costat de Carolina Pascual i Mónica Ferrández. També va ser 5a. en la competició de cèrcol. En la Copa d'Espanya de 1991, celebrada a Màlaga, es va alçar amb el triomf final, igual que la seva companya Mónica Ferrández.
A començaments de 1992, Acedo va ser operada satisfactòriament del menisc. Al juny, va ser medalla de bronze en la competició per equips del Campionat d'Europa de Stuttgart, al costat de Carolina Pascual i Rosabel Espinosa. També va aconseguir el 10è lloc en el concurs general i el 7è en maces. Al setembre d'aquest any va participar en els Jocs Olímpics de Barcelona, on va aconseguir la 4a. posició, aconseguint, per tant, el diploma olímpic. En el Campionat del Món de Brussel·les va obtenir la 4a posició en el concurs general i va aconseguir la medalla de plata en la competició de pilota i la de bronze en la de maces. També va ser 4a tant en corda com en cèrcol. El llavors president de la Real Federació Espanyola de Gimnàstica, Jesús Orozco, va dir d'ella després d'aquest campionat que havia «estat sensacional, doncs s'ha superat a si mateixa; ha estat el seu llançament definitiu».
En 1993, va aconseguir ser campiona d'Espanya en la categoria d'honor en modalitat individual. En la Final de la Copa d'Europa celebrada aquest any va acabar en 6a posició en la general, mentre que obtindria la medalla de bronze tant en la competició de pilota, com en la de maces. En el Campionat del Món d'Alacant, aconseguiria l'or en maces, convertint-se en la primera (i única fins avui) campiona del món individual espanyola de gimnàstica rítmica. Prèviament havia aconseguit la 4a posició en el concurs general, quedant-se a sol 25 mil·lèsimes del bronze. També va aconseguir el 4t lloc en la competició per equips i en la de cinta, i la 5a posició en pilota.
Va ser triada millor esportista femenina de l'any 1993 en la Gala de El Mundo Deportivo. Aquest any també va guanyar el Premi Reina Sofia, atorgat pel Consell Superior d'Esports a la millor esportista espanyola de l'any.
Es va retirar a finals de 1993, amb 18 anys, després de disputar una competició internacional al Japó. Posteriorment, va estudiar art dramàtic i va treballar com a model. El setembre del 1997 es va casar amb l'atleta Jesús Ángel García Bragado, amb el qual té dues filles, encara que estan divorciats des de 2008.

## Palmarès esportiu
Selecció espanyola:
| Conjunt júnior 1989 - Campionat d'Europa Júnior de Tenerife 3r lloc en preliminars Bronze en final (6 cintes) Individual sènior 1991 - Campionat del Món d'Atenes Bronze per equips 21è lloc en concurs general (preliminars)* 5è lloc en cèrcol 1992 - Campionat d'Europa de Stuttgart Bronze per equips 10è lloc en concurs general 7è lloc en maces - Jocs Olímpics de Barcelona 1992 4t lloc en preliminars 4t lloc en final i diploma olímpic | 1992 (continuació) - Campionat del Món de Brussel·les 4t lloc en concurs general Plata en pilota Bronze en maces 4t lloc en corda 4t lloc en cèrcol 1993 - Final de la Copa d'Europa a Màlaga 6è lloc en concurs general Bronze en pilota Bronze en maces - Campionat del Món d'Alacant 4t lloc per equips 4t lloc en concurs general 4t lloc en cinta Or en maces 5è lloc en pilota |

No va participar en la final del Mundial de 1991 en només permetre-s'hi dues gimnastes per país com a màxim.